# Partido dos Direitos e Liberdades
O Partido dos Direitos e Liberdades (Hak ve Özgürlükler PartisiPartiya Maf û Azadiyan, abreviado HAK-PAR) é um partido político nacionalista curdo na Turquia.

## Eleições

### Eleições gerais
| Eleição          | Votos   | Porcentagem | Assentos |
| ---------------- | ------- | ----------- | -------- |
| Junho de 2015    | 58.716  | %0,13       | 0 / 550  |
| Novembro de 2015 | 110.161 | %0,23       | 0 / 550  |

### Eleições locais
| Eleição | Votes  | Percentage | Municipalities |
| ------- | ------ | ---------- | -------------- |
| 2009    | 29.392 | %0,07      | 0              |
| 2014    | 43.846 | %0,09      | 1              |